# Kleines Püppchen, Teddybär
Kleines Püppchen, Teddybär ist ein 2011 veröffentlichter, 28-minütiger, österreichischer Kurzfilm unter der Regie von Manuela Schuster. In der Hauptrolle ist Nikolai Will zu sehen.

## Handlung
Johannes führt ein eher isoliertes Leben und verlässt als Telefoninterviewer seine Wohnung nur in vereinzelten Fällen. Als er eines Tages durch einen Zufall mit einem kleinen Mädchen am anderen Ende der Telefonleitung spricht, wird seine heil-inszenierte Welt ins Wanken gebracht.

## Hintergrund
Bei Kleines Püppchen, Teddybär handelt es sich um ein Abschlussprojekt, das die Saalfeldnerin Manuela Schuster an der Fachhochschule Salzburg zum Thema Missbrauch verjährt nicht umgesetzt hat, welches sich auch die grundlegende Frage stellt: Wie aus Opfern Täter werden?
Für das Drehbuch gewann Manuela Schuster den spec script Award 2010.

## Veröffentlichung
Am 28. Juni 2011 hatte der Film erstmalig innerhalb einer Präsentation der MMA-Masterprojekte im Audimax der Fachhochschule Salzburg seine Vorpremiere/Screening.
Die offizielle Filmpremiere wurde am 13. August 2011 im Kunsthaus Nexus in Saalfelden abgehalten.
Am 13. Oktober 2012 lief der Film innerhalb der Salzburger Filmtage.

## Kritik
Wolfgang Brunner von Film-Besprechungen urteilte, dass Kleines Püppchen, Teddybär ein enorm wichtiger Beitrag zum Thema Kindesmisshandlung sei, der mit einem bravourösen Hauptdarsteller wie ein Schlag in den Magen wirkt. Nikolai Will zeige hier, welch enormes Potential in ihm stecke und dass er ein hervorragender Charakterschauspieler sei, der Rollen in größeren Produktionen verdiene. Er resümierte, dass Regisseurin Manuela Schuster drastisch und dennoch einfühlsam eine Gratwanderung zum Thema Kindesmissbrauch meistere. Nikolai Wills beeindruckendes, mutiges Schauspiel verursache Gänsehaut.
Dr. Mambo von Filmschatzsucher schrieb, dass Kleines Püppchen, Teddybär ohne viel Schnörkel, fast schon minimalistisch, aber dennoch oder gerade deshalb äußerst intensiv daherkomme. Hauptdarsteller Nikolai Will spiele den innerlich zerrissenen Johannes mit einer Authentizität, die bei ihm (dem Rezensenten) Gänsehaut auslöse. Es gelinge Kleines Püppchen, Teddybär einen Betroffenen zu charakterisieren und dessen menschliche Seite zu zeigen, ohne dabei seine krankhafte Neigung zu verharmlosen oder gar zu entschuldigen. Ein überdurchschnittlicher Beitrag zum Thema Kindesmissbrauch und wie wichtig Aufklärung sei, eine beklemmende Erinnerung daran, dass die Opfer nie aufhören zu leiden, und nicht zuletzt eine dringliche Warnung an jeden von uns, nicht wegzuschauen.